# Autour des Célèbes
Lophospiza griseiceps
Espèce
Statut de conservation UICN

 LC  : Préoccupation mineure
Statut CITES
L'Autour des Célèbes (Lophospiza griseiceps est une espèce d'oiseaux de la famille des Accipitridae, appartenant au genre Lophospiza. Cette espèce est endémique d'Indonésie, il tire son nom que l'île des Célèbes. Il s'agit d'une espèce classée par l'Union internationale pour la conservation de la nature comme étant de préoccupation mineure.

## Répartition
Cet oiseau est endémique des Célèbes.